# Exilisciurus
Genre
Exilisciurus est un genre d'écureuils de la famille des Sciuridae.

## Répartition
Les espèces du genre Exilisciurus se rencontrent sur les îles de Bornéo, de Java, de Sumatra, de Banggi, de Bangka et de Sinkep ainsi que dans le sud des Philippines sur les îles de Basilan, Biliran, Bohol, Dinagat, Leyte, Mindanao, Samar et Siargao.

## Liste des espèces
Ce genre comporte trois espèces,, :
- Exilisciurus concinnus (Thomas, 1888) - Philippines[1]
- Exilisciurus exilis (Müller, 1838) - Bornéo et îles adjacentes[1]
- Exilisciurus whiteheadi (Thomas, 1887) - Bornéo[1]

## Publication originale
- Moore, J. C. 1958. New genera of East Indian squirrels. American Museum Novitates, 1914: 1-5. (pdf)